# Zoppola
Zoppola es una localidad y comune italiana de la provincia de Pordenone, región de Friuli-Venecia Julia, con 8.519 habitantes.

## Evolución demográfica
| Gráfica de evolución demográfica de Zoppola entre 1861 y 2001 |
|                                                               |
| Fuente ISTAT - elaboración gráfica de Wikipedia               |